# محمدعلی کلانتر هرمزی
محمد علی کلانتر هرمزی سیاست‌مدار ایرانی بود، که در دوره بیست و دوم مجلس شورای ملی به‌عنوان نماینده رامهرمز از استان خوزستان در مجلس شورای ملی حضور داشت.